# Ellen Petri
Ellen Petri (Merksem, 25 maggio 1982) è una modella belga, incoronata Miss Belgio 2004 il 12 dicembre 2003.

## Biografia
All'età di nove anni Ellen Petri inizia a studiare balletto e lavorare come modella. Nell'ottobre 2004 vince il premio Sims Award, come modella dotata della personalità più simpatica. Nello stesso anno vince anche il concorso The Heavenly 100 organizzato dalla rivista pubblicata nelle Fiandre Ché, dove viene votata dai lettori come donne più bella del pianeta, davanti a Beyoncé.
Dopo la vittoria del titolo di Miss Belgio, Ellen Petri viene scelta come rappresentante ufficiale della propria nazione a Miss Mondo 2004, dove ottiene la terza posizione per il titolo di World's Top Model (vinto da Miss Messico Yessica Ramírez), mentre vince la fascia di Best World Dress Designer..